# Бродяга Архимед
«Бродяга Архимед» (фр. Archimède le clochard) — фильм, кинокомедия, социальная драма режиссёра Жиля Гранжье. Картина была номинирована на премию «Золотой медведь» Берлинского кинофестиваля 1959 года, но уступила награду другой французской ленте — «Кузены». За роль Архимеда Жан Габен был удостоен премии «Серебряный медведь».

## Сюжет
Бродяга Архимед (Габен) живёт на окраине Парижа в пустующем квартале недостроенных многоквартирных домов. Однажды на стройку возвращаются рабочие. Шум механизмов выводит Архимеда из себя. В дурном настроении он отправляется в ближайшее бистро и, понимая что он лишился последнего крова, откровенно провоцирует дебош. Его задерживает полиция, а суд приговаривает к недельному аресту. Недовольный маленьким сроком он скандалит прямо на процессе, но судья равнодушен — бродяга здесь не в первый раз. Неделю спустя Архимед выходит на свободу. Сначала он возвращается на родную стройку. Рабочие, не получившие жалованья, вновь ушли. Но его каморку занял другой бродяга — Феликс, похититель породистых собак. Более сильный Архимед легко выгоняет Феликса, но тот, оступившись, ломает ногу. Временно им приходится делить один кров.
За время заключения Архимеда ближайшее бистро меняет хозяев. Мадам и месье Пишон отремонтировали зал и застраховали его на крупную сумму. Посетив бистро, Архимед вновь пытается затеять драку, но добродушная хозяйка смягчает ситуацию. Месье Пишону кажется, что она даже несколько флиртует с бродягой. На складе он добавляет в бутылку с вином изрядную порцию средства от насекомых и, вернувшись в зал, со сладкой улыбкой предлагает Архимеду выпить. На его удивление бродягу не берёт ни первая, ни последующие рюмки. Он весел, пытается танцевать, но вскоре засыпает в подсобном помещении. Утром, возвратившись «домой», Архимед забирает одну из собак Феликса и отправляется по известному адресу к хозяйке за вознаграждением. Мадам Маржори — дама полусвета, в это время принимает гостей. Присутствующие с интересом встречают неизвестного им колоритного персонажа. В беседе Архимед обнаруживает хорошее знание живописи и поэзии, неплохо танцует. До самого вечера он остаётся центром внимания компании. Получив большое вознаграждение, Архимед возвращается в свой район, где щедро угощает знакомых бродяг и рыночных грузчиков дорогим вином.
На стройку вновь возвращаются рабочие и выселяют Архимеда из его каморки. Он решает воплотить свою старую мечту и уехать на Лазурный Берег. Там его узнаёт пожилой мужчина, по выправке — офицер в отставке, прогуливающийся со своими внуками по зимнему пляжу. Выясняется, что Архимед в прошлом — высокопоставленный военный с огромным опытом участия в боевых операциях, начиная с Первой мировой до Индокитайской войны. Ничего не комментируя, босой бродяга уходит прочь по полосе прибоя.

## В ролях
- Жан Габен — Жозеф Гуго Гийом Бутье де Бленвиль, именуемый Архимед
- Дарри Коул — Арсен, бродяга
- Бернар Блие — месье Пишон, новый хозяин бара
- Дора Долл — Люсетта Пишон, его жена
- Жюльен Каретт — Феликс, похититель собак
- Жаклин Майан — мадам Маржори
- Ноэль Роквер — Броссар, отставной офицер
- Бернар Мюссон — слуга мадам Маржори

## Художественные особенности и критика
Обозреватель The Independent утверждает, что кроме Жиля Гранжье во французском кинематографе не было другого режиссёра, способного так показать работу простого бара на рассвете, когда чернорабочие и бродяги стекаются туда выпить первую рюмку алкоголя. Каждый из них — незабываемый персонаж, заслуживающий рассмотрения его привычек, наряда, жаргона. Типажи восхитительны и легко узнаваемы и сами по себе, и в окружающей компании. Они исполнены яркими, жизненными чертами в привычной для них обстановке пивной или уличного рынка. В этом Гранжье близок к столь уважаемому им Марселю Карне и направлению поэтического реализма во французском кино.

## Дополнительные факты
Автором сценарной идеи был сам Жан Габен. В одной из бесед режиссёр рассказал, что актёр часто жаловался на отсутствие нового персонажа. Он играл железнодорожников, врачей, гангстеров, полицейских, банкиров, легионеров и даже Понтия Пилата. Однажды группа кинематографистов обедала на террасе дорогого ресторана. По улице прошёл колоритный асоциальный тип с шестью собачками на поводках. Габен воскликнул: «Я хочу сыграть бродягу, но не просто нищего, а мыслителя, Диогена!» Через несколько минут он уже излагал коллегам готовый сценарный план.